# 171. stridsflygdivisionen
171. stridsflygdivisionen, även känd som Aquila, är en stridsflygdivision inom svenska flygvapnet som verkat i olika former sedan 1944. Divisionen är baserad på Kallinge flygplats i Ronneby garnison.

## Historik
Aquilla (ursprungligen Quintus Röd) är 1. divisionen vid Blekinge flygflottilj (F 17), eller 171. stridsflygdivisionen inom Flygvapnet, som bildades 1944 som en spaningsdivision. Till en början var divisionen förlagd i direkt anslutning till Östersjökusten och flög sjöflygplan. I samband med att flottiljen beväpnades med torpedfällningsflygplanen T 18B, ombaserades divisionen till flottiljen i Kallinge. År 1956 började började divisionen beväpnades med A 32 Lansen, där divisionen tilldelades individerna 32001–32023. Individ 32004 förolyckades i en brand strax innan leverans. Divisionen var tillsammans med sina två systerdivisioner de första att organiseras som attackdivisioner inom Flygvapnet. 
Den av riksdagen beslutade avvecklingen av Östgöta flygflottilj (F 3) som flottilj, kom inte att omfatta de två kvarvarande jaktflygdivisionerna vid flottiljen. Dock så medförde Flygvapnets materielomsättningen att de två divisionerna 31. jaktflygdivisionen och 32. jaktflygdivisionen enbart hade flygplan till en komplett division. Detta då F 3 överförde dryga sextio individer av J 35D till F 4, F 10 och F 21. I samband med denna ombeväpning fick F 3 endast fick 19 individer av den nya J 35F-1. Efter att flygverksamheten vid jaktflygdivisionerna vid F 3 upphörde den 31 mars 1973, skulle de överföras till F 17. Den 2 april 1973 att överfördes de första åtta individerna till F 17. Vidare tillfördes även flygförare från F 3, men även från 181. jaktflygdivisionen och 183. jaktflygdivisionen vid F 18. Vilka tillsammans kom att utgöra grunden för ombeväpningen och omskolningen av Quintus Röd till en jaktflygdivision.
År 1981 blev divisionen den andra inom Flygvapnet som beväpnades med JA 37 Viggen. Hösten 2002 övertog divisionen personal och JAS 39A Gripen från avvecklade Skånska flygflottiljen (F 10) i Ängelholm. År 2004 ersattes A-versionen med C-versionen. Divisionen har sedan år 2008 varit ett av svenska försvarets snabbinsatsförband. Den 1 oktober 2010 fick divisionen ”Aquila” som ny anropssignal.

## Heraldik och traditioner
Aquila kan syfta på stjärnbilden örnen, eller fågelsläktet Aquila, där bland annat kungsörnen ingår. Vilken Quintus Röd hade på sitt tidigare divisionsemblem.

## Materiel vid förbandet
| Bomb- och torpedflygplan - 1944–1947: B 3 - 1947–1956: T 18B - 1948–1956: B 18A/B | Attackflygplan - 1954–1956: A 21RA/B - 1956–1973: A 32A Lansen | Jakt- och enhetsflygplan - 1973–1981: J 35F-2 Draken - 1981–2002: JA 37 Viggen - 2000–2004: JAS 39A/B - 2004–idag: JAS 39C/D |

## Förbandschefer
Divisionschefer vid 171. stridsflygdivisionen (Aquila) sedan 1944.

- 1944–197?: ???
- 197?–197?: Bengt-Göran Svensson
- 201?–201?: Anders Segerby
- 201?–201?: Michael Lundquist
- 201?–2016: Adam Nelson
- 2016–2019: Johan Elofsson [5]
- 2019–2022: Joakim Rasmusson
- 2022–2024: Martin Westerstrand
- 2024–20xx: Eric Dahlqvist

## Anropssignal, beteckning och förläggningsort
| Quintus Röd | 1944-??-?? | – | 2010-09-30 |
| Aquila      | 2010-10-01 | – |            |

| 171. marinflygdivisionen  | 1944-??-?? | – | 1956-??-?? |
| 171. attackflygdivisionen | 1956-??-?? | – | 1973-03-31 |
| 171. jaktflygdivisionen   | 1973-04-01 | – | 2002-??-?? |
| 171. stridsflygdivisionen | 2002-??-?? | – |            |

| Kallinge flygplats (F) | 1944-??-?? | – |  |
| Hagshults flygbas (F)  | 19??-??-?? | – |  |

## Galleri

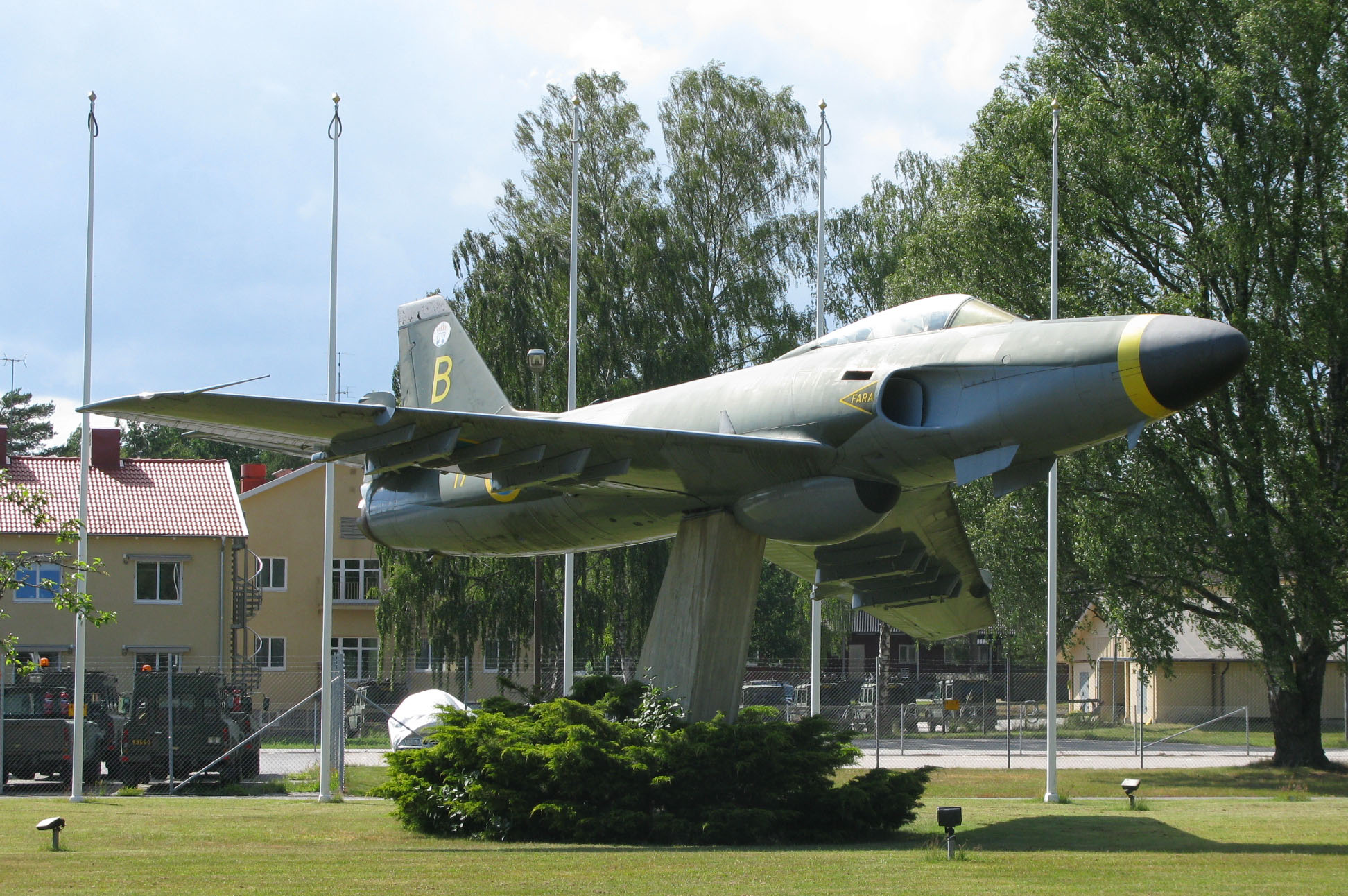
A 32A Lansen (1956–1973).
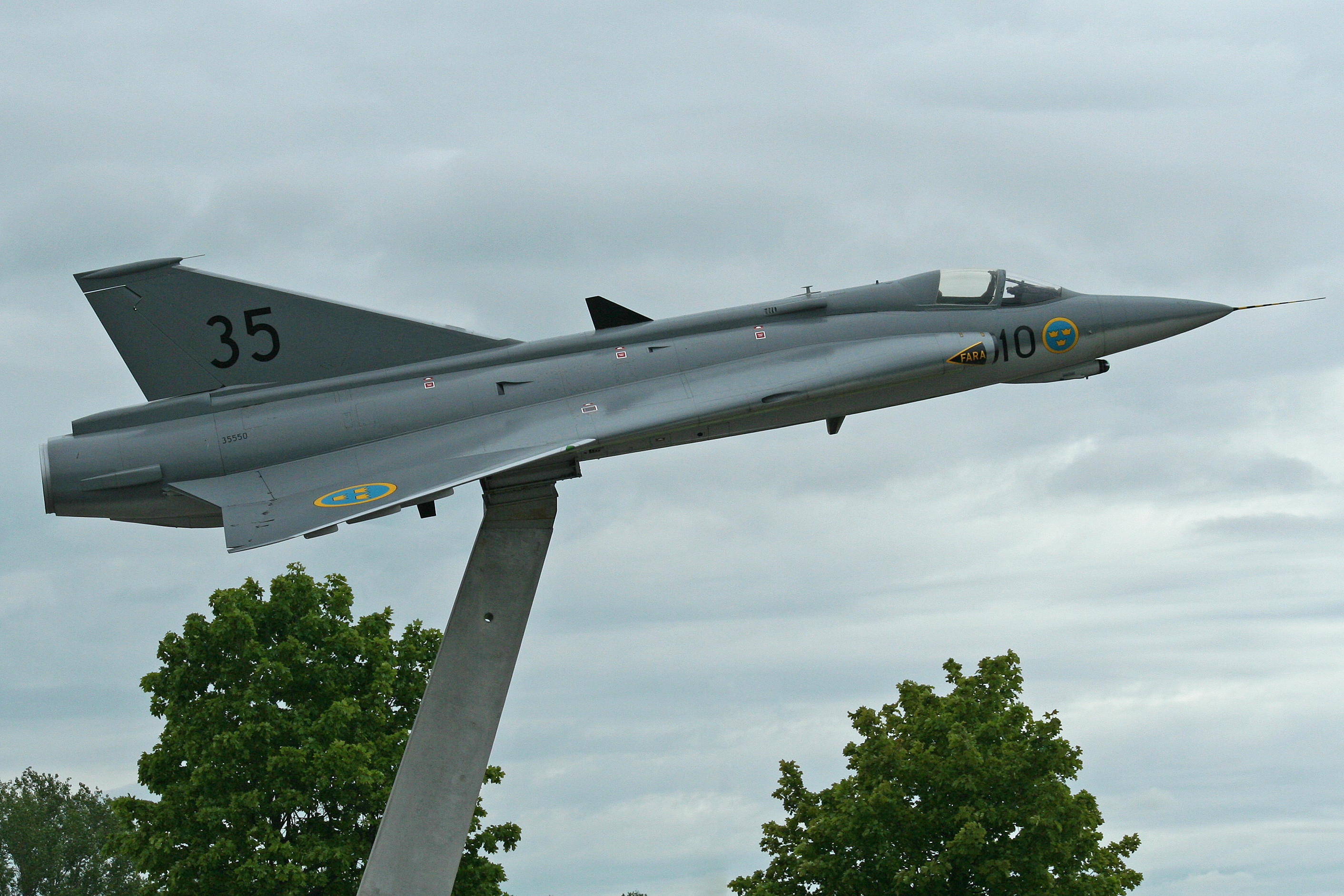
J 35F Draken (1973–1981).
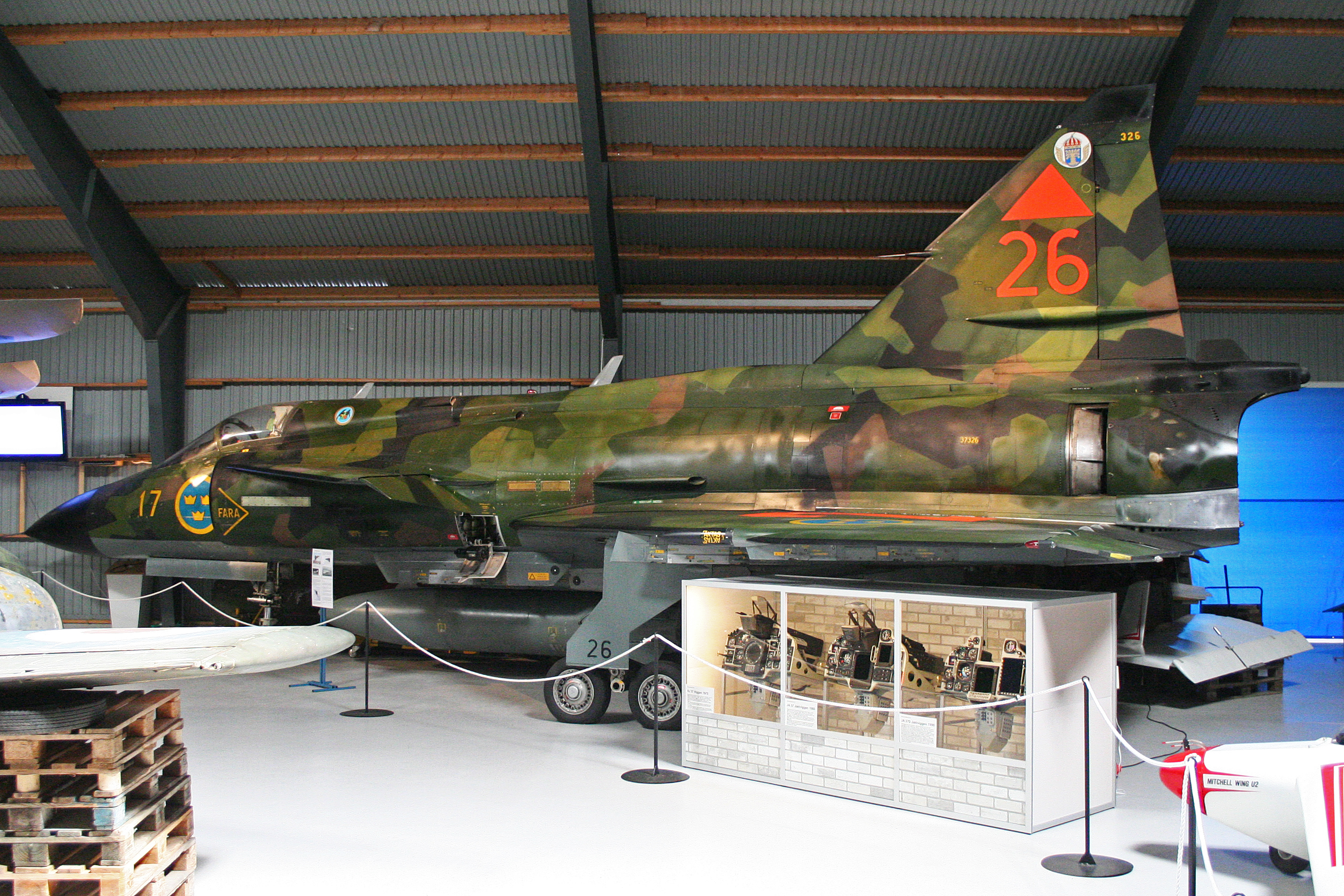
JA 37 Viggen (1981–2002).
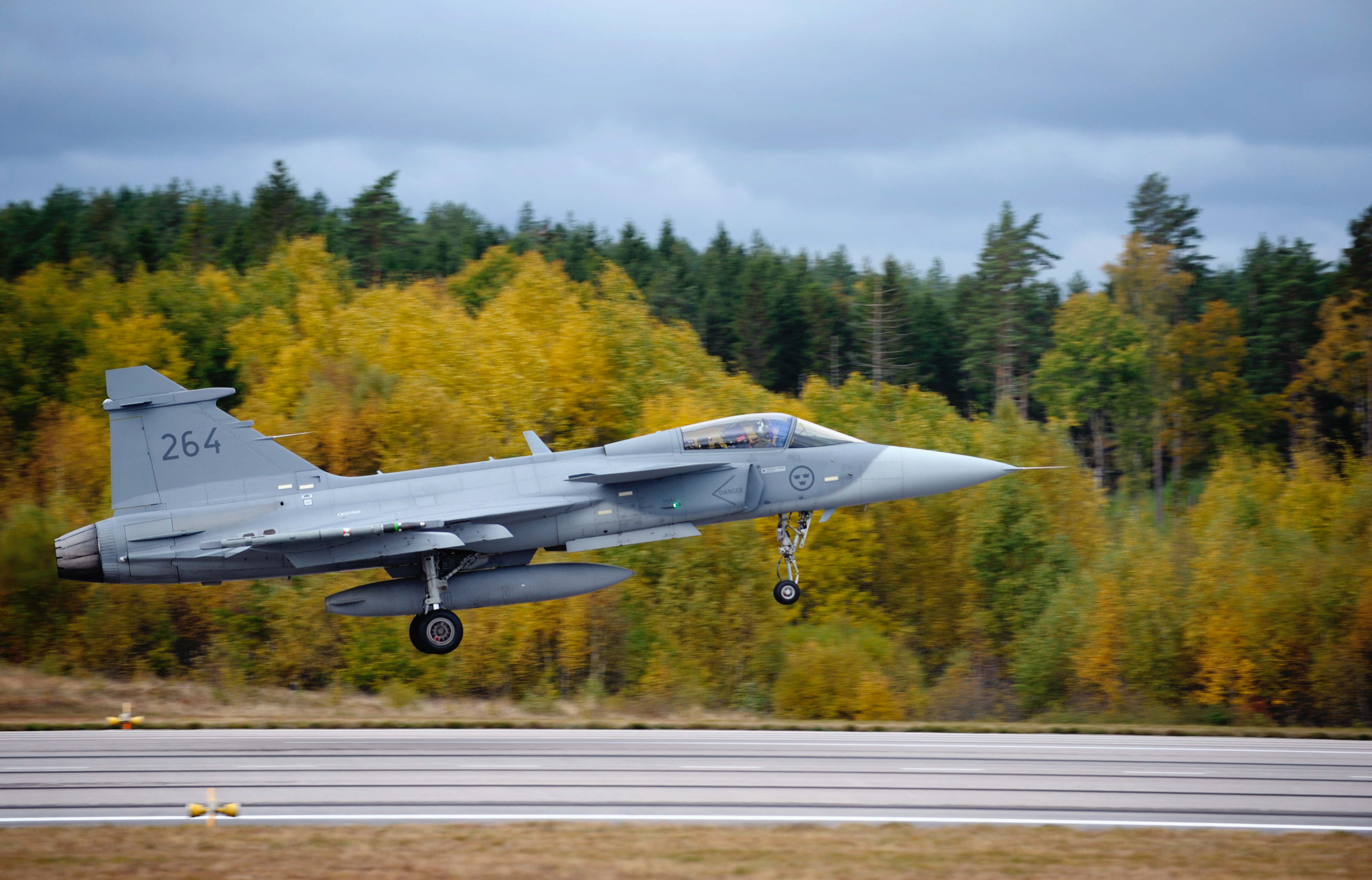
JAS 39 Gripen (2002–)